# Żeleźnica (przystanek kolejowy)
Żeleźnica (biał. Жалезніца, ros. Железница) – przystanek kolejowy w miejscowości Zoryczy, w rejonie baranowickim, w obwodzie brzeskim, na Białorusi. Leży na linii Równe – Baranowicze – Wilno.
Nazwa pochodzi od pobliskiej wsi Żeleźnica.